# Aleksandr Seraskhov
Bản mẫu:Eastern Slavic name
Aleksandr Andreyevich Seraskhov (tiếng Nga: Александр Андреевич Серасхов; sinh ngày 5 tháng 2 năm 1994) là một cầu thủ bóng đá người Nga. Anh thi đấu cho FSK Dolgoprudny.

## Sự nghiệp câu lạc bộ
Anh có màn ra mắt tại Giải bóng đá Quốc gia Nga cho F.K. Sokol Saratov vào ngày 14 tháng 3 năm 2015 trong trận đấu với FC Sakhalin Yuzhno-Sakhalinsk.
Anh thi đấu cho F.K. Lokomotiv Moskva tại UEFA Europa League 2014–15 play-off round game against Apollon Limassol.